# بادي دويل
بادي دويل (بالأيرلندية: Pádraig Ó Dúil) هو لاعب قذف أيرلندي، ولد في 1941 في ثورلز ‏ في جمهورية أيرلندا.